# Borika, Smolean
Borika (în bulgară Борика) este un sat în comuna Madan, regiunea Smolean,  Bulgaria. 

## Demografie
Componența etnică a satului Borika
     Bulgari (54,54%)
     Nicio identificare (45,45%)
     Altele (0%)
La recensământul din 2011, populația satului Borika era de 22 locuitori. Din punct de vedere etnic, majoritatea locuitorilor (54,54%) erau bulgari. Pentru 45,45% din locuitori nu este cunoscută apartenența etnică.